# Віялохвістка світлочерева
Віялохвістка світлочерева (Rhipidura albiventris) — вид горобцеподібних птахів родини віялохвісткових (Rhipiduridae).

## Поширення
Ендемік Філіппін. Поширений на островах Негрос, Панай, Гуймарас, Масбате і Тікао. Природним середовищем існування є вологі тропічні ліси.